# Anuar Battisti

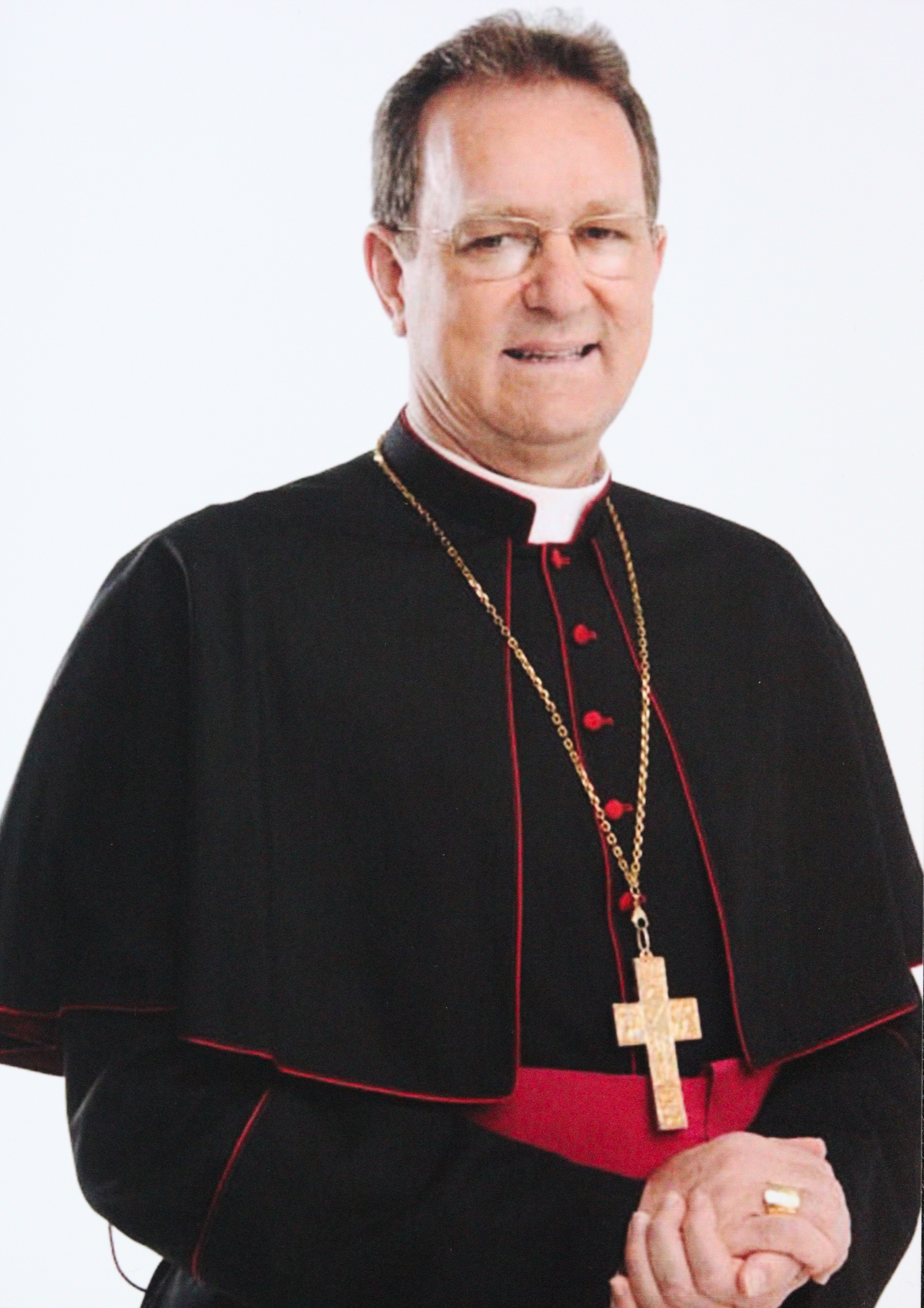
Anuar Battisti, 2023

Anuar Battisti (* 19. Februar 1953 in Lajeado) ist ein brasilianischer Geistlicher und emeritierter römisch-katholischer Erzbischof von Maringá.

## Leben
Der Bischof von Toledo, Geraldo Majella Agnelo, spendete ihm am 8. Dezember 1980 die Priesterweihe.
Papst Johannes Paul II. ernannte ihn am 15. April 1998 zum Bischof von Toledo. Der Sekretär der Kongregation für den Gottesdienst und die Sakramentenordnung, Erzbischof Geraldo Majella Agnelo, spendete ihm am 20. Juni desselben Jahres die Bischofsweihe; Mitkonsekratoren waren der Erzbischof von Cascavel, Lúcio Ignácio Baumgaertner, und dessen Amtsvorgänger Armando Círio OSI. Als Wahlspruch wählte er CAMINHAI NO SENHOR.
Am 29. September 2004 wurde er zum Erzbischof von Maringá ernannt und am 24. November desselben Jahres in das Amt eingeführt.
Papst Franziskus nahm am 20. November 2019 seinen vorzeitigen Rücktritt an.